# شوما أنيني
شوما أنيني (14 مايو 1993 بأوسلو في النرويج - ) هو لاعب كرة قدم نرويجي في مركز الهجوم. شارك مع منتخب النرويج تحت 16 سنة لكرة القدم ومنتخب النرويج تحت 17 سنة لكرة القدم ومنتخب النرويج تحت 19 سنة لكرة القدم ومنتخب النرويج تحت 20 سنة لكرة القدم ومنتخب النرويج تحت 21 سنة لكرة القدم. أما مع النوادي، فقد لعب مع أمكار بيرم ونادي رابوتنيتشكي ونادي ستابك ونادي فوليرينغا وUllensaker/Kisa IL ‏.

## روابط خارجية
- شوما أنيني على موقع الاتحاد الأوربي (الإنجليزية)
- شوما أنيني على موقع اتحاد النرويج (النرويجية)
- شوما أنيني على موقع قاعدة بيانات كرة القدم.إي يو (الإنجليزية)
- شوما أنيني على موقع Soccerbase.com (لاعب) (الإنجليزية)
- شوما أنيني على موقع Soccerway.com (الإنجليزية)
- شوما أنيني على موقع عالم كرة القدم.نت (الإنجليزية)